# Yttre Mörtträsket, Lappland
Yttre Mörtträsket är en sjö i Sorsele kommun i Lappland och ingår i Umeälvens huvudavrinningsområde. Sjön har en area på 0,403 kvadratkilometer och ligger 296,2 meter över havet.

## Delavrinningsområde
Yttre Mörtträsket ingår i det delavrinningsområde (724789-160205) som SMHI kallar för Utloppet av Hemsjön. Medelhöjden är 307 meter över havet och ytan är 15,71 kvadratkilometer. Räknas de 2 avrinningsområdena uppströms in blir den ackumulerade arean 34,03 kvadratkilometer. Vattendraget som avvattnar avrinningsområdet har biflödesordning 4, vilket innebär att vattnet flödar genom totalt 4 vattendrag innan det når havet efter 261 kilometer. Avrinningsområdet består mestadels av skog (52 procent). Avrinningsområdet har 3,09 kvadratkilometer vattenytor vilket ger det en sjöprocent på 19,7 procent. Bebyggelsen i området täcker en yta av 0,82 kvadratkilometer eller 5 procent av avrinningsområdet.